# Torre Carrot
La Torre Carrot (キャロットタワー Kyarotto Tawā?) (literalmente Torre Zanahoria), es un edificio comercial ubicado en Sangen-jaya, Setagaya, Japón. Fue completado en noviembre de 1996. El edificio tiene 26 niveles sobre el suelo y 5 niveles subterráneos. Su nombre fue el ganador en un concurso realizado entre los niños de la localidad.
Los niveles superiores tiene espacio para oficinas, mientras que los pisos inferiores albergan tiendas, una galería y un teatro público. En el último piso hay una plataforma de observación un área para banquetes y un restaurante. También alberga el estudio de la estación de radio FM de Setagaya. 
Actualmente , en el piso Número 22 se encuentra establecida el estudio de desarrollo de videojuegos Game Freak, Inc., los creadores de la popular serie de videojuegos  Pokémon.
La Estación Sangenjaya, de la línea férrea de Tōkyū Setagaya está integrada a su planta baja.